# Burceña (Burgos)
Burceña es una localidad del municipio burgalés de Valle de Mena, en la comunidad autónoma de Castilla y León (España). Se encuentra enclavado en el valle de Ordunte y, además del núcleo principal, también cuenta con los barrios de Sobreviñas y La Llosa. 
La práctica totalidad de los caserios son antiguos, con varios de más de 200 años y de estilo de Baserri. Algunos de los mismos tienen su nombre en la entrada, como por ejemplo, Arrietxe o Andra Mari. En Burceña existe una vieja escuela de mediados del siglo XX a medio derruir. 

## Geografía
El pueblo se encuentra enclavado en la parte alta del valle de Ordunte. El río Ordunte es un afluente del Río Cadagua en su parte alta. El valle se encuentra en la cara sur de los Montes de Ordunte. 

### Hidrografía
Tanto por el centro del núcleo principal como de La Llosa pasa el Río Ordunte. Además, varios arroyos vierten sus aguas a este río en las inmediaciones. Estos son El Arroyo de los Hoyuelos, Arroyo de Santa Maria y el Arroyo Valhondo. El arroyo Hoyuelos nace en el monte Peñarada (1125 m), en la parte central de los Montes de Ordunte, bajo el cual se encuentra Burceña. 
En el valle de Ordunte se construyó un embalse terminado en 1934 que depende del Ayuntamiento de Bilbao para abastecer a la ciudad y otros municipios de las encartaciones. El embalse se encuentra valle abajo del núcleo principal. Para compensar a los vecinos, el Ayuntamiento de Bilbao se hace cargo del sistema de abastecimiento de agua.

## Historia
Esta localidad se menciona en el acto fundacional del monasterio de Taranco en el año 800, así como Ordejón de Ordunte o el mismo Taranco. Todo el valle y zonas aún más amplias pertenecieron al Reino de Pamplona en el siglo XI. Además, en la Edad Media, hacia el siglo XII se construyó una calzada medieval que conectaba Vizcaya con Castilla que pasaría tanto por la localidad como por el puente viejo de Valmaseda que es de la misma época. Parte de la calzada es visible en Irús, pero las piedras que hoy se pueden ver datan del siglo XVI aproximadamente. 
Hacía 1850, el Diccionario de Madoz constata que existen 100 casas distribuidas en el núcleo principal y los dos barrios actuales. También habla de la existencia de dos molinos y de la elaboración de carbón que se utiliza en las ferrerías del valle de Mena y el excedente se exporta fuera del valle. También se detalla que se recibe la correspondencia tres días por semana a pesar de las pésimas condiciones de los caminos. 
En 1934 se terminó el embalse de Ordunte produciendo un enorme cambio en todo el valle. 
Durante la guerra civil española se pensó en volar la presa del embalse, pero ante el problema de desabastecer de agua a Bilbao hubo diferentes ideas y se rechazó la idea de volarla completamente. Sin embargo si que hubo tres explosiones que la dañaron. 
En julio de 1937, el ejército franquista pasó por la zona tras la toma de Valmaseda y en dirección al puerto de los Tornos como parte de la Ofensiva del Norte. Durante el resto de siglo XX sufrió un gran cambio demográfico y en el año 2000 solo contaba con 33 habitantes.

## Demografía
Evolución de la población
| Gráfica de evolución demográfica de Burceña entre 2000 y 2017      |
|                                                                    |
| Población de derecho (2000-2017) según el padrón municipal del INE |

## Localidades limítrofes
Confina con las siguientes localidades:
- Al este con Hornes.
- Al sureste con Ordejón de Mena.
- Al sur con Taranco.
- Al suroeste con Hoz de Mena.
- Al oeste con Campillo de Mena.